# Federico Martínez de Hoz
Federico Lorenzo Martínez de Hoz (Buenos Aires, 25 de marzo de 1866 - íd., 9 de agosto de 1935) fue un estanciero y político argentino, que ejerció como gobernador de la Provincia de Buenos Aires entre los años 1932 y 1935.

## Biografía
Hijo de Federico Antonio Alonso Martínez de Hoz y de Juana Martina Stegmann, era nieto de Narciso Martínez de Hoz, el genearca de la familia Martínez de Hoz en la Argentina.
Durante la década de 1860, su padre fue el primer juez de paz del Partido de Castelli, es decir, la única autoridad política y judicial del partido. El juzgado funcionaba en la Estancia El Arazá, propiedad de Martínez de Hoz, ya que aún no había sido fundado el pueblo cabecera del partido. En la misma estancia funcionaba una escuela con internado de alumnos, costeada por Martínez de Hoz.
A fines del siglo XIX, su hijo Federico Lorenzo fue presidente del Consejo Escolar de Castelli, y fundó una Sociedad Cooperadora que proveía ropa y calzado a los niños pobres. El Círculo de Obreros Católicos lo nombró su presidente honorario. Fue intendente del Partido de Castelli entre 1894 y 1899, entre 1915 y 1917, entre 1919 y 1921, y entre 1927 y 1930. Fue un activo impulsor de la construcción de la Parroquia Santa Rosa de Lima de la localidad de Castelli.
Ubicada su estancia en una región inundable, fue miembro de la Comisión de Desagües de la Provincia de Buenos Aires, director del Banco de la Provincia de Buenos Aires y presidente de la Sociedad Rural Argentina entre 1928 y 1931.
Bajo su dirección, la Sociedad Rural apoyó el golpe de Estado de 1930, que dio inicio a la llamada Década Infame. Gracias a su amistad con el dictador José Félix Uriburu, fue elegido gobernador de la Provincia de Buenos Aires por medio del fraude electoral y la proscripción del principal partido opositor, la Unión Cívica Radical, iniciando su gobierno en febrero de 1932.
Entre las primeras medidas de su mandato estuvo la modificación del régimen municipal de la provincia, aunque su visión del mismo mantenía una postura muy conservadora, considerando que la administración municipal debía prevalecer sobre la acción política.
Durante su mandato favoreció iniciativas en el partido de Castelli, como la construcción del Hogar Escuela Cristo Rey y la construcción de canales de desagüe. El principal de estos canales favorecía en especial a su estancia, por lo que debió enfrentar un juicio político por malversación de fondos públicos.
Su intención era convocar a elecciones limpias, dejando de lado el fraude que lo había llevado al poder, pero el partido conservador no estaba dispuesto a arriesgarse a una derrota. En un confuso episodio, el 7 de febrero de 1935, su despacho fue ocupado por manifestantes de su partido, mientras en la Legislatura provincial le aceptaban una renuncia a su cargo que no había presentado; repuesto en el mando, se encontró carente de apoyo político, de resultas de lo cual se vio obligado a presentar la renuncia a la Gobernación; fue sucedido por el vicegobernador Raúl Díaz en marzo de 1935, que poco después fue confirmado en su cargo por una intervención federal.
En agosto de ese año, falleció en Buenos Aires. Sus restos descansan en el Cementerio de la Recoleta.